# Vypravěč příběhů
Vypravěč příběhů (v anglickém originále The Storyteller) je v pořadí čtrnáctá epizoda první sezóny seriálu Star Trek: Stanice Deep Space Nine.

## Příběh
Julian Bashir a Miles O'Brien letí na záchrannou zdravotnickou misi na Bajor, jejíž povaha není známa. O'Brien se před odletem ptá komandéra Siska, že jestli má na misi dělat Bashirovi jen pilota, tak by mohl místo něj letět někdo jiný. Sisko námitku odmítne. Ukáže se, že O'Brien považuje Bashira za otravného.
Během cesty se Bashir snaží konverzovat, ale O'Brien odpovídá jen úsečně. V cíli letu nenajdou žádné stopy nemoci. Muž označovaný jako sirah umírá a předák vesnice věří, že s ním zemře celá vesnice. Sirah procitá a tvrdí, že Proroci seslali do vesnice O'Briena. Venku Bashir informuje předáka, že sirah umírá na sešlost věkem. Předák tvrdí, že jakýsi Dal'Rok zničí vesnici, když ho sirah nezastaví, ale nevysvětlí, co je onen Dal'Rok zač. Přes Bashirovy námitky vezme sirahův učedník Siraha v noci ven na vyvýšené místo do silného větru. Tam sirah mluví k celé vesnici o Dal'Rokovi, který se objevuje v podobě mraku na nebi. Vypráví, jak mohou společnými silami Dal'Roka zastavit a nakonec se objeví paprsek světla a Dal'Rok začne mizet. O'Brienův trikordér však po celou dobu nic nezaznamená.
Než ale stihne sirah příběh dovyprávět, omdlí. Vesničané panikaří, Dal'Rok se znovu sílí a zničí několik budov. Sirah poté šeptá O'Brienovi, co má říkat, aby Dal'Rok zmizel. Znovu se objeví světlo a Dal'Rok zmizí nadobro. Sirah umírá. Předák informuje vesničany, že jeho nástupcem je O'Brien. Vesničané s ním jednají jako s králem, což ho rozčiluje, ale Bashira fascinuje. O'Brien se snaží vysvětlit, že jde o omyl, ale to vesničané odmítají. S Bashirem se snaží najít vysvětlení, aby O'Brien mohl příště Dal'Roka zastavit. Sirahův učedník navštíví O'Briena, který se vyptává na siraha. Učedník se ho ale pokusí zabít s tím, že on je pravý nový sirah. Bashir ho ale zneškodní. Učedník tvrdí, že je volbou O'Briena sirah potrestal. Ukáže jim kámen, který je úlomkem jednoho z orbů Proroků. Dokáže pracovat s emocemi vesničanů tak, že z nich vytváří Dal'Roka, a pouze tím, že se vesničané sjednotí, ho mohou zastavit.
O'Brien nabídne učedníkovi, ať vypráví příběh on, ale předák vesnice to odmítne. O'Brien tedy nemá na výběr a pokouší se v noci vyprávět příběh. Nedaří se mu to, a tak se znovu objevuje Dal'Rok v plné síle. Bashir řekne učedníkovi, ať se ujme slova a tomu se podaří Dal'Roka zahnat. Poté ho vesničané přijmou jako nového siraha.

## Zajímavosti
- Obsah epizody vychází z povídky „The Man Who Would Be King“ Rudyarda Kiplinga a původně byla napsána pro seriál Star Trek: Nová generace.